# Motława (Schiff)
Die Motława ist eine Personenfähre auf dem polnischen Fluss Motława in Danzig.

## Geschichte
Die Insel Ołowianka im Fluss Motława ist heute durch zwei Brücken mit den Flussufern verbunden. Es wird angenommen, dass es seit 1687 eine Fährverbindung zwischen der Insel und der Stadt gegeben hat.

## Das Schiff
Die Fähre ist als Doppelendfähre gebaut. An jeder Seite wird eine Gangway mitgeführt, die Passagieren das Ein- und Aussteigen ermöglicht. Des Weiteren verfügt die Fähre nur über ein einziges für Personen zugängliches Deck im Freien, welches allerdings überdacht ist und einige Sitzgelegenheiten bietet.
Unter dem Deck befindet sich die Maschine. Die Steuerbrücke liegt über dem überdachten Passagierbereich.
Die Fähre wird hauptsächlich von Besuchern des Maritimen Museums in Danzig genutzt. Die Fähre fährt tagsüber alle 15 Minuten. Die Überfahrt dauert etwa eine Minute.

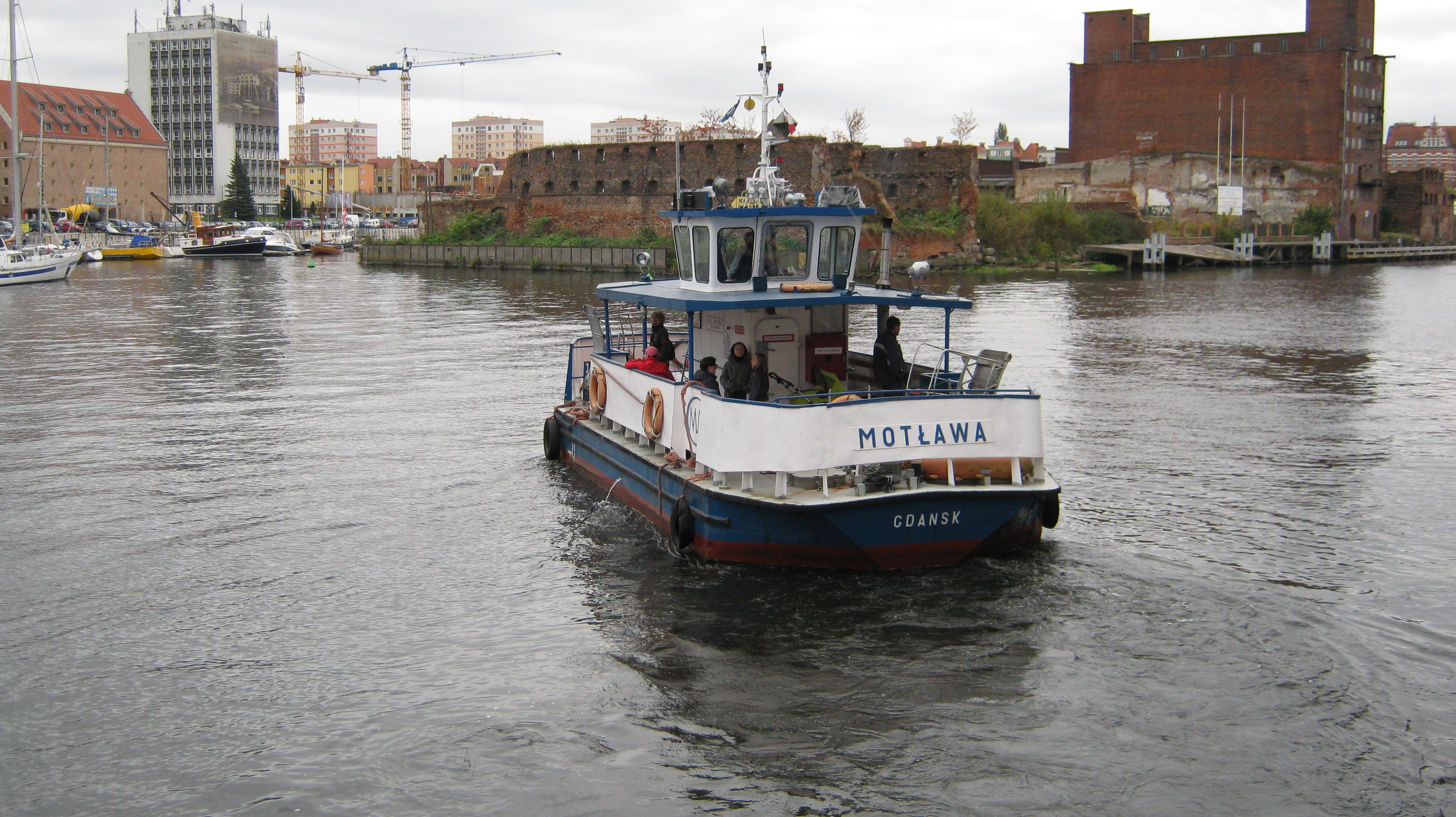
Die Motława beim Anlegen
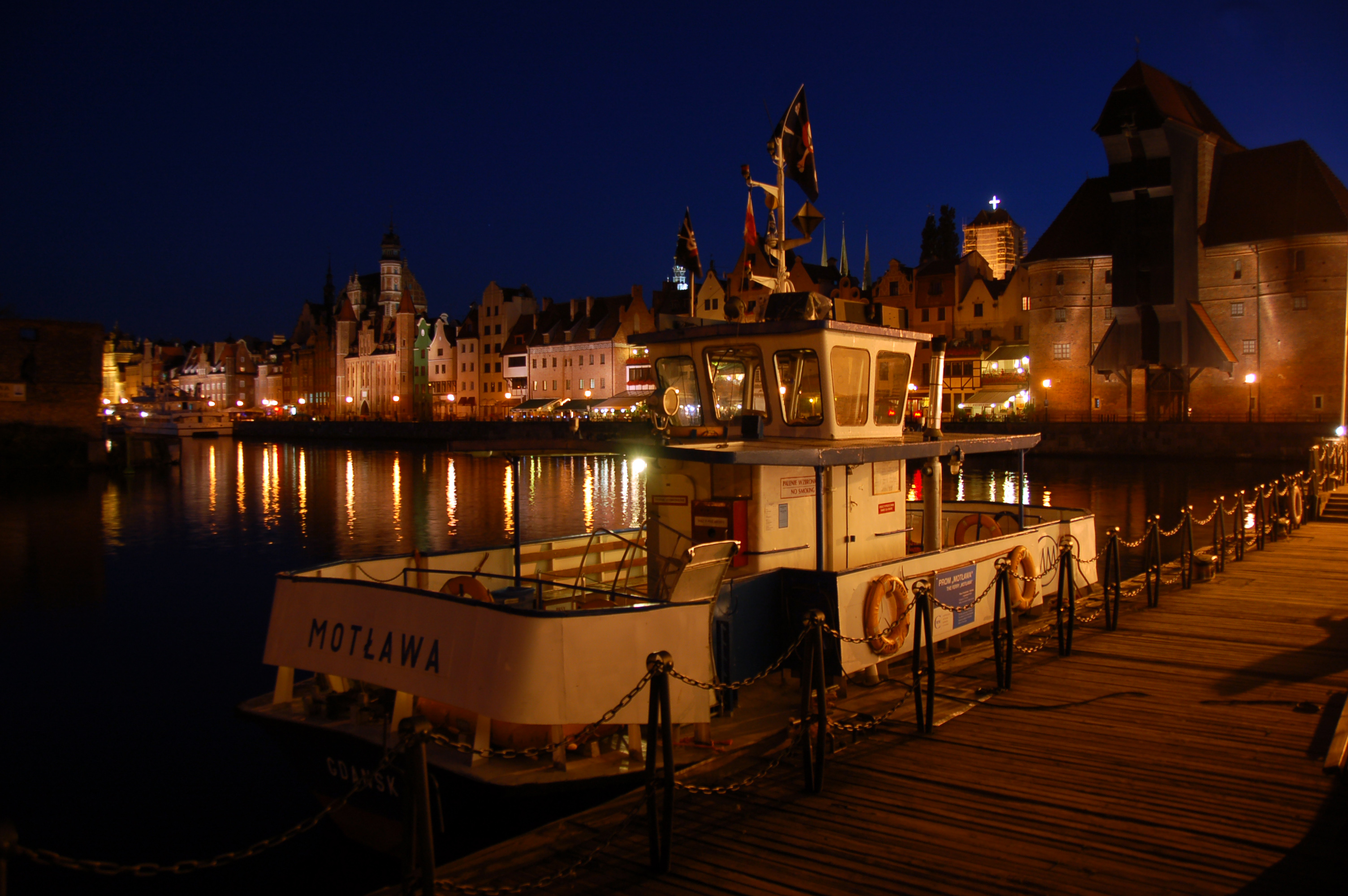
Die Fähre bei Nacht